# Лейф

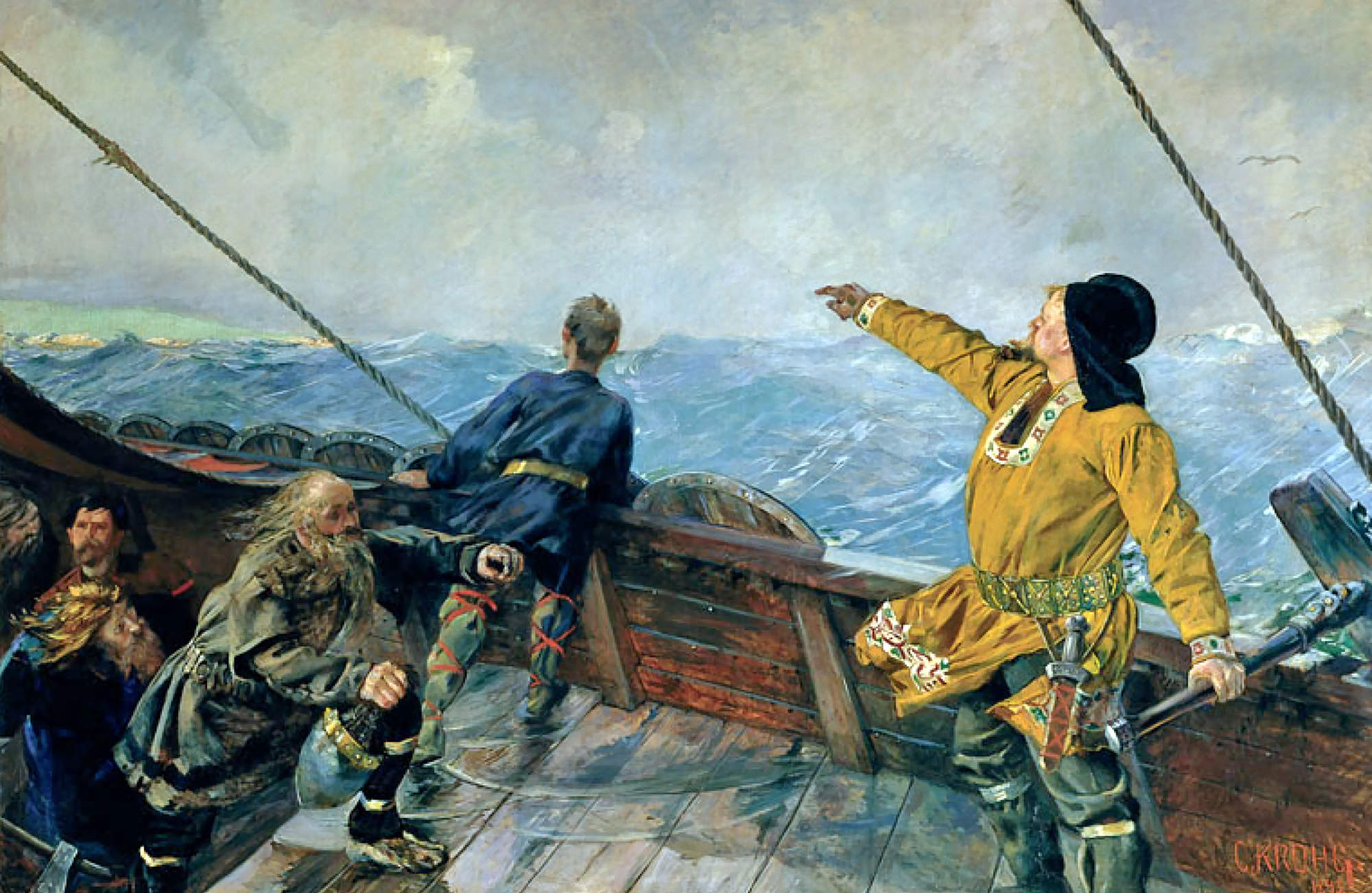
Лейф Эрикссон открывает Америку.
Кристиан Крог, 1893

Лейф Э́рикссон Счастли́вый (исл. Leifur Eiriksson; около 972, возможно Eiríksstaðir, Исландия — около 1020, возможно Братталид, Куяллек или Гренландия) — древнескандинавский исследователь из Исландии. Считается, что он был первым европейцем, ступившим на континентальную часть Северной Америки (за исключением Гренландии), примерно за пять столетий до Христофора Колумба.
Согласно сагам об исландцах, он основал скандинавское поселение в Винланде, который обычно интерпретируется как прибрежная Северная Америка. Существует предположение, что поселение, созданное Лейфом и его командой, соответствует остаткам скандинавского поселения Л’Анс-о-Медоуз, найденного в Ньюфаундленде, Канада, и которое было основано около 1000 года.
Лейф был сыном Эрика Рыжего, основателя первого норвежского поселения в Гренландии, и Тьодхильд (Þjóðhildur) из Исландии. Место его рождения неизвестно, но предполагается, что он родился в Исландии, которая до этого была колонизирована скандинавами, в основном из Норвегии. Он вырос в родовом поместье Братталид в Восточном поселении в Гренландии. Во взрослом возрасте Лейф принял крещение и принёс христианство в Гренландию. У Лейфа было два известных сына: Торгильс, родившийся от дворянки Торгунны на Гебридах, и Торкелль, сменивший его на посту вождя гренландского поселения.

## Биография

### Ранняя жизнь и крещение
Лейф Эрикссон, предположительно, родился в Исландии около 970 года в семье Эрика Рыжего, высланного из Норвегии вместе со всем родом. В 982 году семья Эрика вынуждена была покинуть Исландию, опасаясь кровной мести. Лейф вместе с семьёй отца поселился в новых колониях в Гренландии. У Лейфа Эрикссона было два брата, Торвальд и Торстейн, и одна сестра, Фрейдис. Лейф был женат на женщине по имени Торгунна. У них был один сын — Торкелль Лейфссон.
В 999 году перед своим походом в Америку Лейф совершил торговую экспедицию в Норвегию. Здесь Лейф принял крещение от Олафа Трюггвасона, короля Норвегии и бывшего воспитанника киевского князя Владимира. По примеру Олафа, Лейф привёз в Гренландию христианского епископа и крестил её. Его мать и многие гренландцы приняли христианство, однако его отец, Эрик Рыжий, оставался язычником. На обратном пути Лейф спас терпевшего крушение исландца Торира, за что получил прозвище «Лейф Счастливый».

### Открытие Америки
По возвращении Лейф встретил в Гренландии норвежца по имени Бьярни Херьюльфссон, который рассказывал, что видел на западе далеко в море очертания ещё одной земли. Лейф заинтересовался этим рассказом и решил исследовать новые земли.
Примерно в 1000 году Лейф Эрикссон с командой из 35 человек отплыл на запад на корабле, купленном у Бьярни. Ими были открыты три региона американского побережья: Хеллуланд (вероятно, Баффинова Земля), Маркланд (предположительно — полуостров Лабрадор) и Винланд, получивший своё название за большое количество произраставших там виноградных лоз (возможно, это было побережье Ньюфаундленда близ современного местечка Л'Анс-о-Медоуз). Там же были основаны и несколько поселений, где викинги остались на зиму.
По возвращении в Гренландию Лейф отдал корабль своему брату Торвальду, который вместо него отправился дальше исследовать Винланд. Экспедиция Торвальда была неудачной: скандинавы столкнулись со «скрелингами» — североамериканскими индейцами, и в стычке Торвальд погиб.
Согласно исландским легендам, Эрик и Лейф совершали свои походы не вслепую, а основываясь на рассказах таких очевидцев, как Бьярни, видевших на горизонте неизвестные земли. Таким образом, в каком-то смысле Америка была открыта даже ранее 1000 года. Однако именно Лейф первым совершил полноценную экспедицию вдоль берегов Винланда, дал ему имя, высадился на берег и даже попытался колонизировать. По рассказам Лейфа и его людей, лёгшим в основу скандинавских «Саги об Эрике Рыжем» и «Саги о Гренландцах», были составлены первые карты Винланда.

## Увековечение

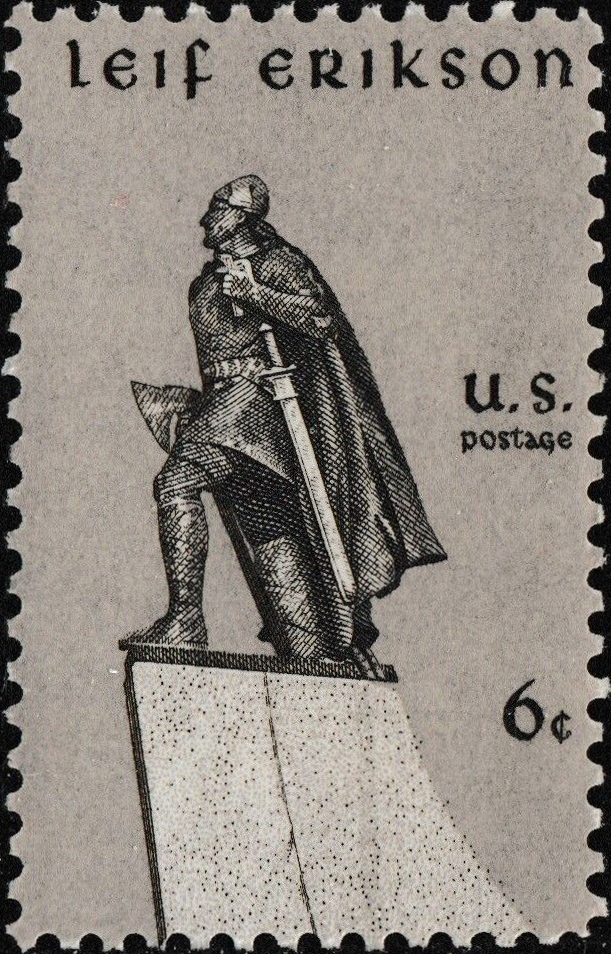
Памятник Лейфу Эрикссону в Рейкьявике, Исландия, на почтовой марке США

В американском городе Ньюпорт-Ньюс, штат Вирджиния, Лейфу Счастливому поставлен памятник рядом с Университетом Кристофера Ньюпорта.

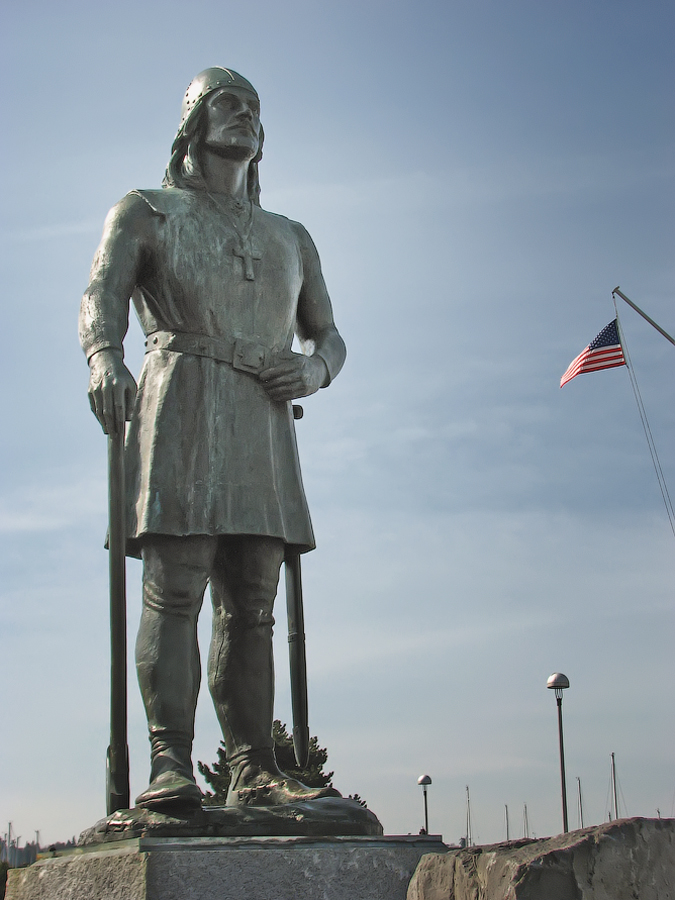
Памятник Лейфу Эриксону в Сиэтле

Исландский международный аэропорт в Кеблавике носит имя Лейфа Эрикссона. Памятник Лейфу Эрикссону поставлен перед собором Хадльгримскиркья в самом Рейкьявике, причём на постаменте прямо сказано: «открывателю Америки». В 1887 году в Бостоне был воздвигнут памятник Лейфу Эрикссону. Каждый год 9 октября в США проводится день Эрикссона.
Авиакомпания Loftleiðir присваивала имя Лейф Эрикссон самолётам DC-8 с бортовыми номерами TF-LLK и TF-FLA. Однако оба эти самолёта в дальнейшем разбились на Шри-Ланке (4 декабря 1974 года и 15 ноября 1978 года соответственно).
Улица Leif Ericson drive есть в Бруклине.

## Лейф Эрикссон в современной культуре
В его честь назван уступ Эрикссона на Плутоне.

### Кино

#### Художественное
- Немой фильм «Викинг» 1928 года рассказывает об открытии Лейфом Эрикссоном Винланда.
- Режиссёрская версия фильма «Маска» 1994 года начинается с прибытия в будущую Северную Америку Лейфа Эрикссона, который прибыл на «край света» с целью завезти подальше от людей маску бога Локи.
- В телесериале от Netflix «Викинги: Вальхалла» Лейфа Эрикссона играет австралийский актёр Сэм Корлетт

#### Документальное
- Тайны древности. Варвары. Часть 1. Викинги.

### Музыка
- Походу Лейфа Эрикссона посвящён концептуальный альбом норвежско-германской метал-группы Leaves' Eyes «Vinland Saga», выпущенный в 2005 году.
- В альбоме «Turn on the Bright Lights» нью-йоркской инди-рок группы Interpol есть песня «Leif Erikson».
- В песне «Tears From the North» группы Civil War присутствует упоминание Лейфа Эрикссона и его открытия Америки.
- Песня «Immigrant Song» британской рок-группы Led Zeppelin посвящена прибытию Лейфа Эрикссона в Америку.

### Мультипликация
- В сериале «Губка Боб Квадратные Штаны» в серии «Бабл Бадди» выясняется, что жители Бикини Боттом празднуют день Лейфа Эрикссона.
- Является второстепенным героем аниме-адаптации манги Vinland Saga (Сага о Винланде).

### Игры
- Корсары: Возвращение легенды — появляется на острове Гваделупа в качестве мумии и антагониста, изображается колдуном и невероятно умным и коварным человеком (сумел вызвать демона, заключить его в лампу, из которой демон, в отличие от бутылки, не мог выбраться, сделать ключ от своей гробницы, осуществить обмен тел игрока и него самого, воскресить своих слуг).
- Корсары: Город потерянных кораблей — появляется в том же квесте и в том же обличии что и в Корсары: Возвращение Легенды.

### Манга
Является одним из второстепенных героев в манге Vinland Saga (Сага о Винланде).

### Аниме
Является одним из второстепенных персонажей в аниме Vinland Saga (Сага о Винланде).